# Уразалиев, Рахим Алмабекович
Рахим Алмабекович Уразалиев — учёный-биолог, селекционер зерновых культур, доктор биологических наук, профессор, академик НАН РК, иностранный член РАСХН, РАН и УААН.

## Биография
Родился 8 декабря 1935 года в с. Каменка Каскеленского района Алма-Атинской области.
После окончания Казахского сельскохозяйственного института (1960) работал в Алма-Атинской области главным агрономом совхозов им. Ильича (1960—1964) и им. Жандосова (1964—1966).
В 1966—1969 гг. аспирант Всесоюзного селекционно-генетического института (ВСГИ, Украина). В 1970 г. защитил кандидатскую диссертацию.
С 1970 г. работал в КазНИИ земледелия:
- 1970—1971 старший научный сотрудник Отдела зерновых культур;
- 1971—2014 зав. отделом селекции, генетики и семеноводства зерновых культур;
- 1974—1989 зам. руководителя, руководитель Восточного селекционного центра;
- 1978—1983 заместитель директора по науке;
- 1995—2003 директор.

В 1990—1992 гг. академик-секретарь, в 1992—1995 гг. вице-президент Казахской академии сельскохозяйственных наук.
Доктор биологических наук (1990). Академик Казахской академии сельскохозяйственных наук (1992), иностранный член Украинской академии аграрных наук (1993), РАСХН (1999) и РАН (2014.

## Научная деятельность
Обладатель более 120 патентов, авторских свидетельств и товарных знаков.
Вместе с учениками за период с 1966 года создал более 140 сортов культурных растений (пшеница, ячмень, рис, овес, зернобобовые и кормовые культуры). Из них допущены к использованию и занесены в Госреестр селекционных достижении МСХ РК 62 сорта, которые возделываются в Казахстане, России, на Украине, в Монголии и Афганистане.

## Награды и звания
Лауреат премии им. А. И. Бараева (2001). Награждён орденами «Знак Почёта» (1988), «Құрмет», Дружбы им. К.Готвальда и Хо-Ши-Мина (1989), медалями Н. А. Назарбаева (2002), «За трудовое отличие» (1985), Н. И. Вавилова (1987), «За освоение целинных и залежных земель» (1964), двумя золотыми (1963, 1981), двумя серебряными (1965, 1975) и бронзовой (1966) медалями ВДНХ, значком «Изобретатель СССР» (1989), Почётной грамотой Республики Узбекистан (1994). Почётный гражданин Алма-Атинской, Жамбылской и Южно-Казахстанской областей.